# Bloomfield (Indiana)
Bloomfield é uma cidade  localizada no estado americano de Indiana, no Condado de Greene.

## Demografia
Segundo o censo americano de 2000, a sua população era de 2542 habitantes. 
Em 2006, foi estimada uma população de 2534, um decréscimo de 8 (-0.3%).

## Geografia
De acordo com o United States Census Bureau tem uma área de 
3,6 km², dos quais 3,6 km² cobertos por terra e 0,0 km² cobertos por água. Bloomfield localiza-se a aproximadamente 171 m acima do nível do mar.

## Localidades na vizinhança
O diagrama seguinte representa as localidades num raio de 16 km ao redor de Bloomfield. 